# کارنیوال فیلمز
کارنیوال فیلم اَند تله‌ویژن لیمیتد (انگلیسی: Carnival Film & Television Limited) یک شرکت تهیه و تولید برنامه‌های تلویزیونی در بریتانیاست که در سال ۱۹۷۸ میلادی بنیان‌گذاری شد.
این شرکت برای بسیاری از شبکه‌های تلویزیونی اصلی بریتانیا نظیر آی‌تی‌وی، بی‌بی‌سی، اسکای، کانال ۴، پی‌بی‌اس، اچ‌بی‌او، ان‌بی‌سی فیلم یا مجموعه تلویزیونی تهیه و تولید کرده‌است.
از تولیدات این شرکت می‌توان به پوآرو (با شرکت دیوید سوشی)، هتل بابل، انید، وایت‌چپل، دراکولا، سرزمین سایه‌ها و دانتون ابی اشاره کرد.